# Kurt Burneo
Kurt Johnny Burneo Farfán (Lima, 26 de febrero de 1961) es un economista, catedrático y político peruano. Fue ministro de Economía y Finanzas en el gobierno de Pedro Castillo desde el 5 de agosto de 2022 hasta el 7 de diciembre del mismo año. También ejerció como ministro de la Producción en el gobierno de Ollanta Humala.

## Biografía
Nació el 26 de febrero de 1961, en la ciudad peruana de Lima. Sus padres son José Burneo y María Farfán. Sus hermanas menores son Laura Elena, Luz del Carmen y Rosario Carlota Burneo Farfán.
Estudió Economía en la Universidad Nacional Mayor de San Marcos. Una vez culminada la carrera, estudió maestrías en la Universidad de São Paulo y en la Pontificia Universidad Católica del Perú. Y obtuvo un doctorado en Administración y Dirección de Empresas en la Universidad Ramon Llull (ESADE).

## Trayectoria
Durante el gobierno de Alejandro Toledo, fue viceministro de Hacienda, presidente del directorio del Banco de la Nación y director del Banco Central de Reserva.
Ha sido catedrático en diferentes universidades, tales como Pontificia Universidad Católica del Perú, Universidad Peruana Cayetano Heredia, Universidad San Martín de Porres y Universidad Nacional Federico Villarreal. Actualmente es director de la carrera de Economía en la Universidad San Ignacio de Loyola, cargo que ejerce desde 2006.
Es comentarista en diferentes medios escritos del Perú como El Comercio, La República y Gestión. Además, fue jefe del equipo económico de Alejandro Toledo cuando este postulaba a la presidencia de la república en las elecciones generales del 2011. Posteriormente, pasó a integrar el equipo económico del candidato de Gana Perú Ollanta Humala para la segunda vuelta de dichas elecciones, Humala resultó elegido como presidente de la República para el mandato 2011-2016.

### Ministro de la Producción
El 28 de julio de 2011, fue nombrado ministro de la Producción por el presidente Ollanta Humala. Como tal inició acciones para mejorar la competitividad de los pescadores artesanales y logró dar impulso a las Mypes de pesca. Permaneció en el cargo hasta su renuncia en diciembre del 2011, donde luego fue reemplazado por José Urquizo Maggia.
Burneo reapareció en la política cuando el partido Perú Libre anunció que formaría parte del equipo técnico en el Plan Bicentenario del entonces candidato presidencial Pedro Castillo para la segunda vuelta de las elecciones generales del 2021, sin embargo, decidió alejarse debido por varias discrepancias y falta de comunicación.

### Ministro de Economía
El 5 de agosto del 2022, Burneo fue nombrado ministro de Economía y Finanzas por el presidente Pedro Castillo tras la renuncia de Óscar Graham.
El 7 de diciembre del mismo año, tras el intento de autogolpe de Estado generado por Pedro Castillo, Burneo presentó su renuncia al cargo.

## Libros
- Principios de economía (2014)
- Bancarización pública en el Perú: Efectos sobre el crecimiento económico regional (2009)
- Sistema privado de pensiones (1994)
- El desafío de la privatización en el Perú (1993)